# فابيو غونسالفيس سيلفا
فابيو غونسالفيس سيلفا (بالبرتغالية: Fábio Gonçalves Silva‏) هو متزلج جماعي برازيلي، ولد في 27 مارس 1979 في برازيليا في البرازيل.

## وصلات خارجية
- فابيو غونسالفيس سيلفا على موقع أوليمبيديا (الإنجليزية)